# جيم وارد
جيم وارد (بالإنجليزية: Jim Ward) هو مقدم برامج إذاعية وممثل أمريكي، ولد في 19 مايو 1959 بنيويورك في الولايات المتحدة. من الجوائز التي نالها جائزة إيمي داي تايم ‏ وDaytime Emmy Award for Outstanding Performer in an Animated Program ‏ سنة 2009.

## أعمال

### أفلام
- (2002) كوكب الكنز[5][6][7]
- (2015) المينيون[8][9]
- (2016) راتشيت أند كلانك[10]

### مسلسلات
- المراهقة الآلية
- داني الشبح

## جوائز
- جائزة إيمي داي تايم [الإنجليزية]‏
- Daytime Emmy Award for Outstanding Performer in an Animated Program [الإنجليزية]‏ (2009)

## وصلات خارجية
- جيم وارد على موقع IMDb (الإنجليزية)
- جيم وارد على موقع قاعدة بيانات الفيلم (الإنجليزية)
- جيم وارد على موقع ANN person (الإنجليزية)